# Bắc Kinh trung trục tuyến
Bắc Kinh trung trục tuyến (giản thể: 北京中轴线; phồn thể: 北京中軸綫; bính âm: Běijīng Zhōngzhóuxiàn), hay Trung trục tuyến (giản thể: 中轴线; phồn thể: 中軸綫; bính âm: Zhōngzhóuxiàn) là cụm từ được dùng để chỉ tập hợp các công trình tạo thành trục chính của thủ đô Bắc Kinh, Trung Quốc. Trục chính này có chiều dài 7,8 km kéo từ Cổ lâu và Chung lâu của Bắc Kinh ở phía Bắc xuống đến Vĩnh Định Môn ở phía Nam.

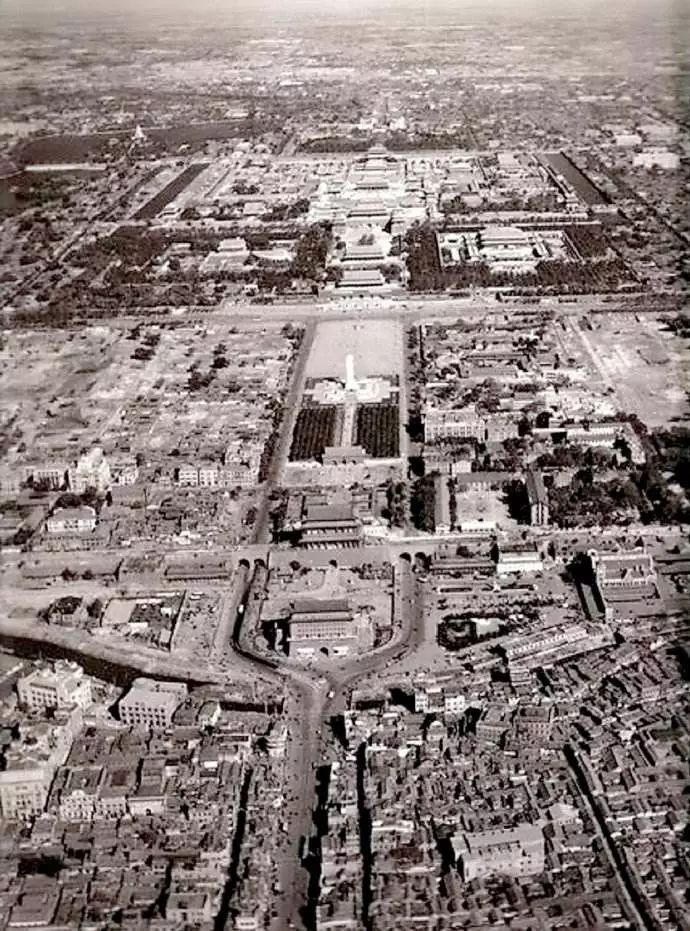
Bắc Kinh trung trục tuyến năm 1959

Nằm dọc trên Bắc Kinh trung trục tuyến là rất nhiều công trình có giá trị lịch sử và kiến trúc lớn của Bắc Kinh được xây dựng từ thời Nhà Nguyên thế kỷ 13. Là đại diện cho văn hóa và kiến trúc phong kiến Trung Quốc, các công trình trên Bắc Kinh trung trục tuyến đều được coi là biểu tượng quan trọng của lịch sử và nền văn minh Trung Hoa. Năm 2024, UNESCO đã đưa Bắc Kinh trung trục lâu vào danh sách Di sản thế giới.

## Công trình
15 công trình nằm trên Bắc Kinh trung trục tuyến đã được liệt kê trong quyết định của UNESCO công nhận đây là di sản thế giới bao gồm:
- Chung cổ lâu (钟鼓楼)
- Cầu Vạn Trữ (万宁桥)
- Cảnh Sơn (景山)
- Tử Cấm Thành hay Cố cung (故宫)
- Đoan Môn (端门)
- Thái miếu (太庙)
- Đàn Xã Tắc (社稷坛)
- Thiên An Môn (天安门)
- Cầu Kim Thủy (金水桥)
- Quần thể kiến trúc trên Quảng trường Thiên An Môn, bao gồm:
  - Bia kỉ niệm Nhân dân anh hùng (人民英雄纪念碑)
  - Nhà kỷ niệm Mao Chủ tịch (毛主席纪念堂)
  - Bảo tàng Quốc gia Trung Quốc (国家博物馆)
  - Đại lễ đường Nhân dân (人民大会堂)
- Chính Dương Môn (正阳门)
- Di tích còn lại của phần phía Nam Trung trục tuyến (中轴线南段道路遗存)
- Thiên Đàn (天坛)
- Tiên Nông Đàn (先农坛)
- Vĩnh Định Môn (永定门)

## Hình ảnh

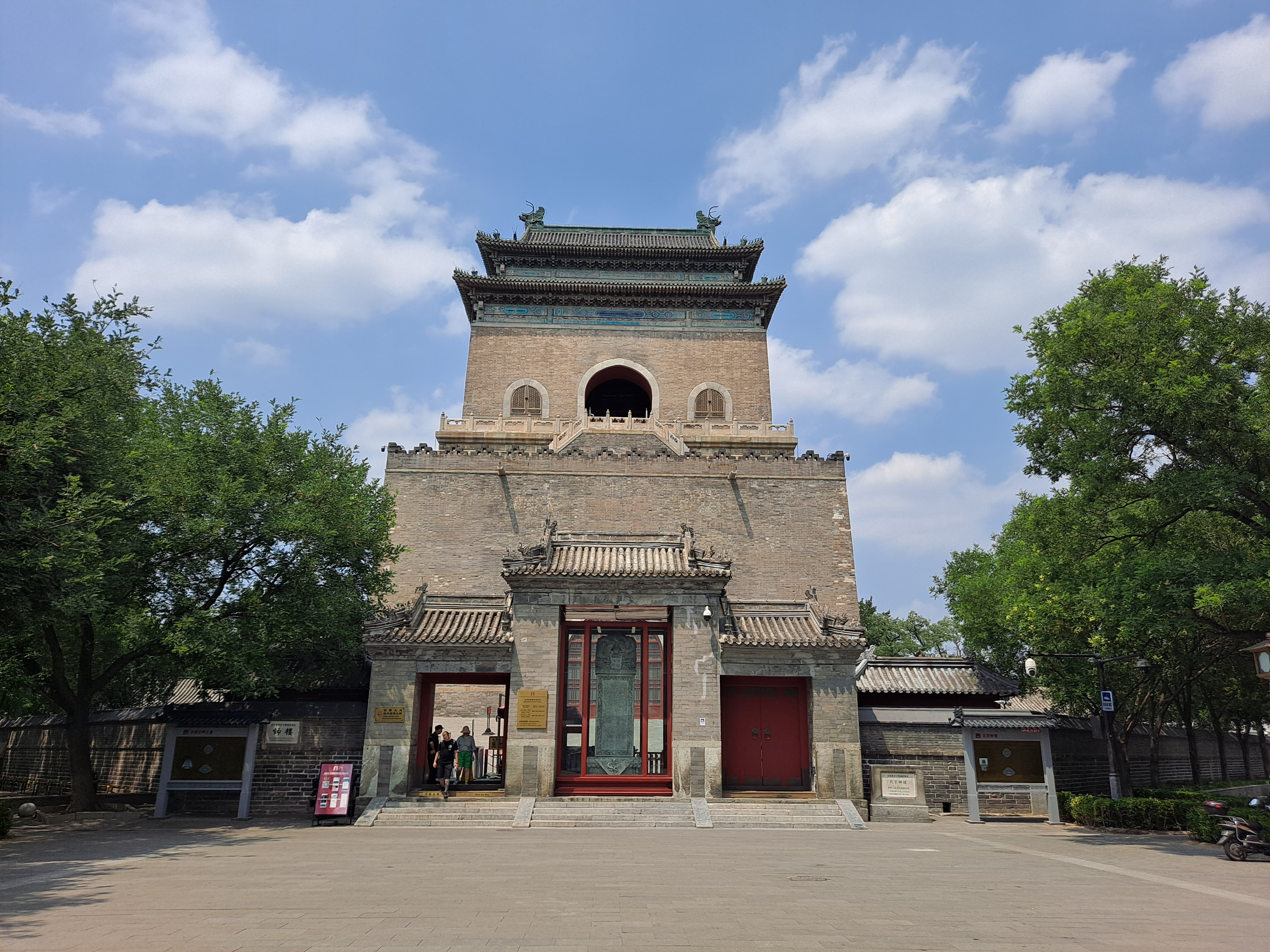
Chung lâu (钟楼)
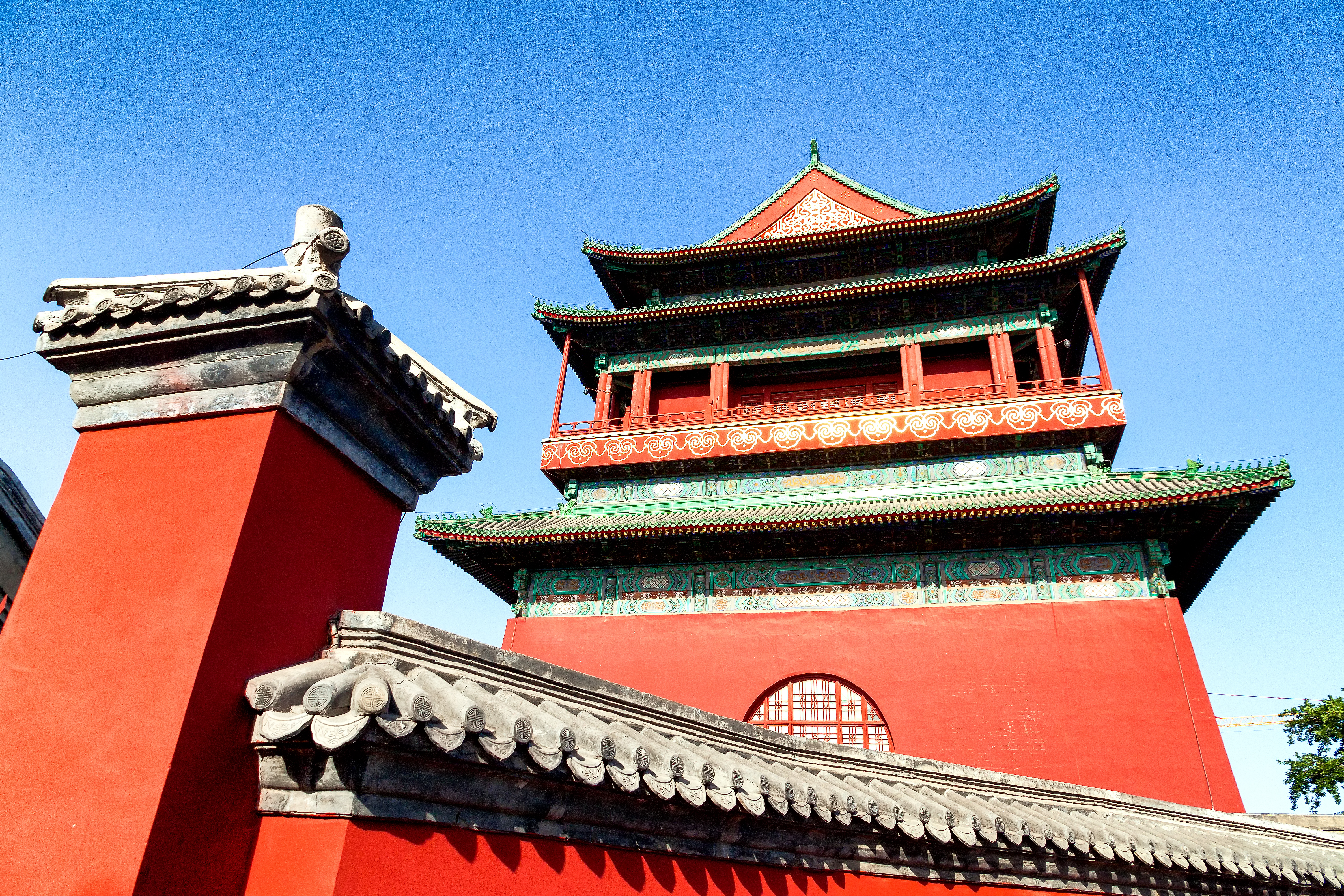
Cổ lâu (鼓楼)
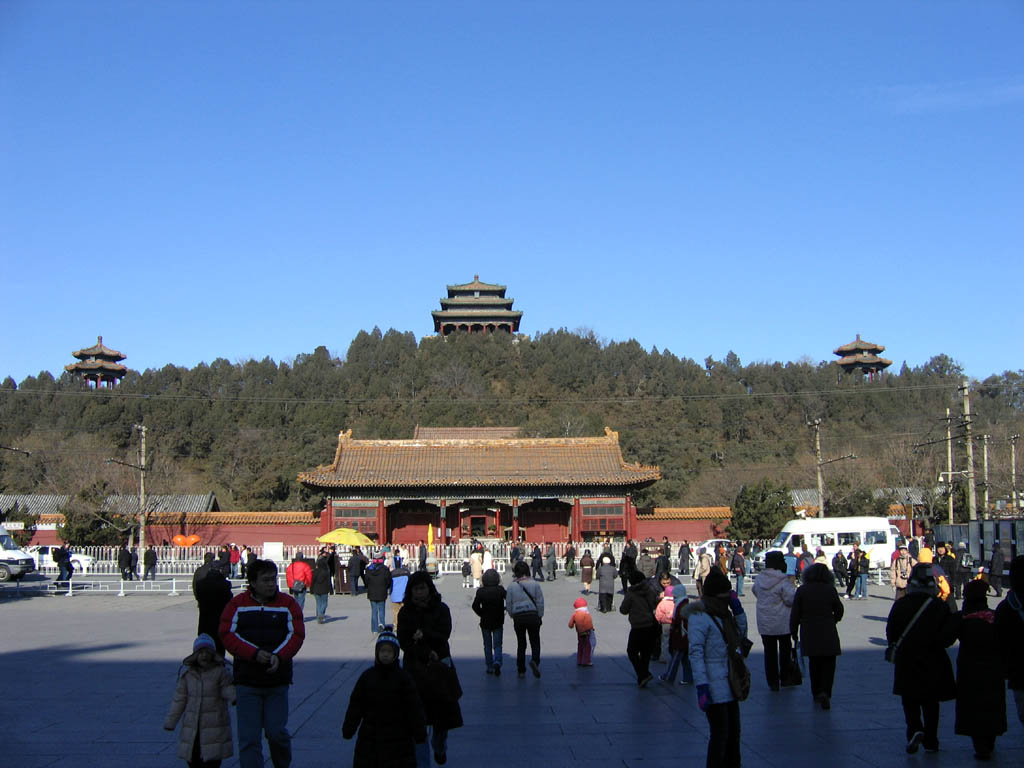
Cảnh Sơn (景山)
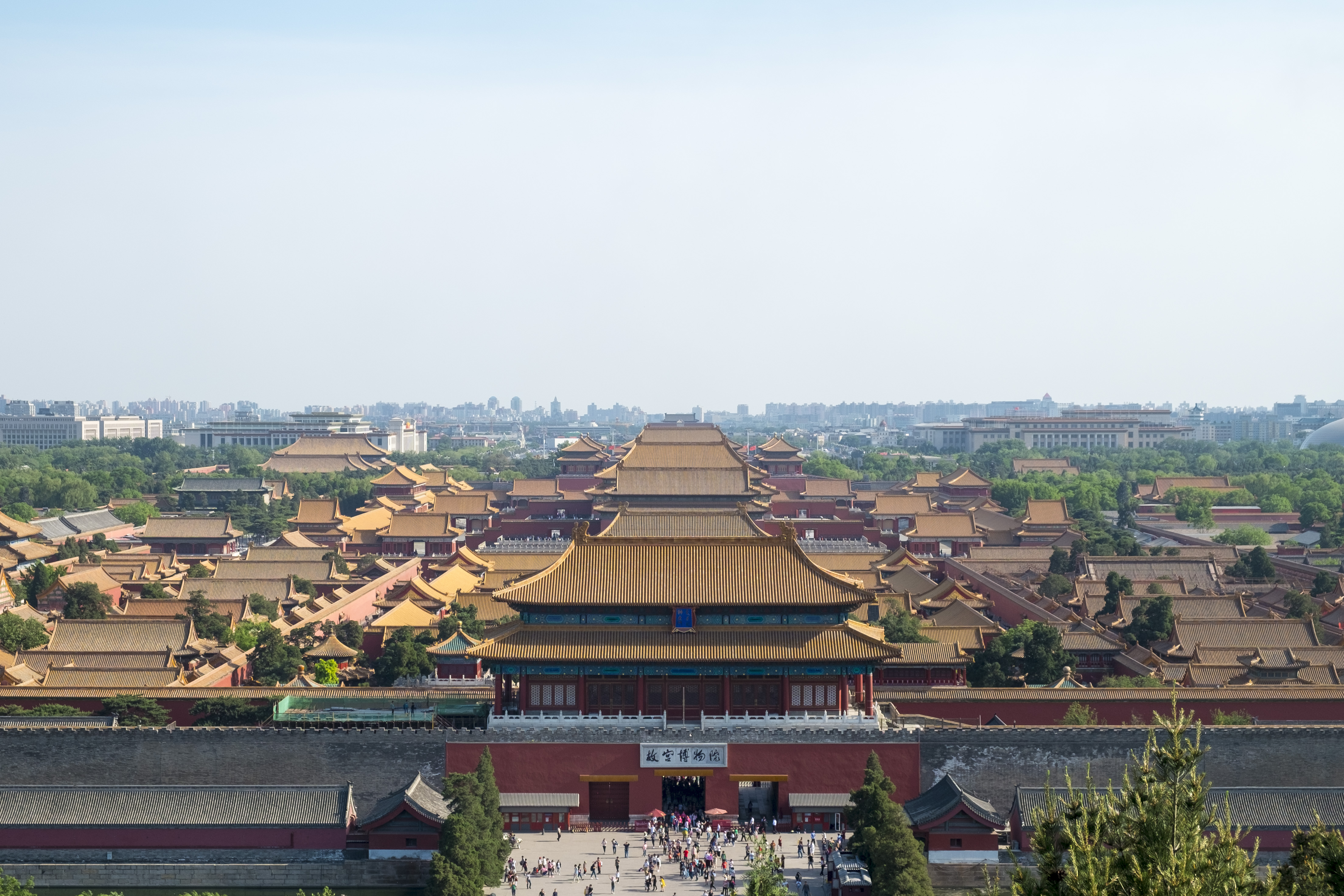
Tử Cấm Thành
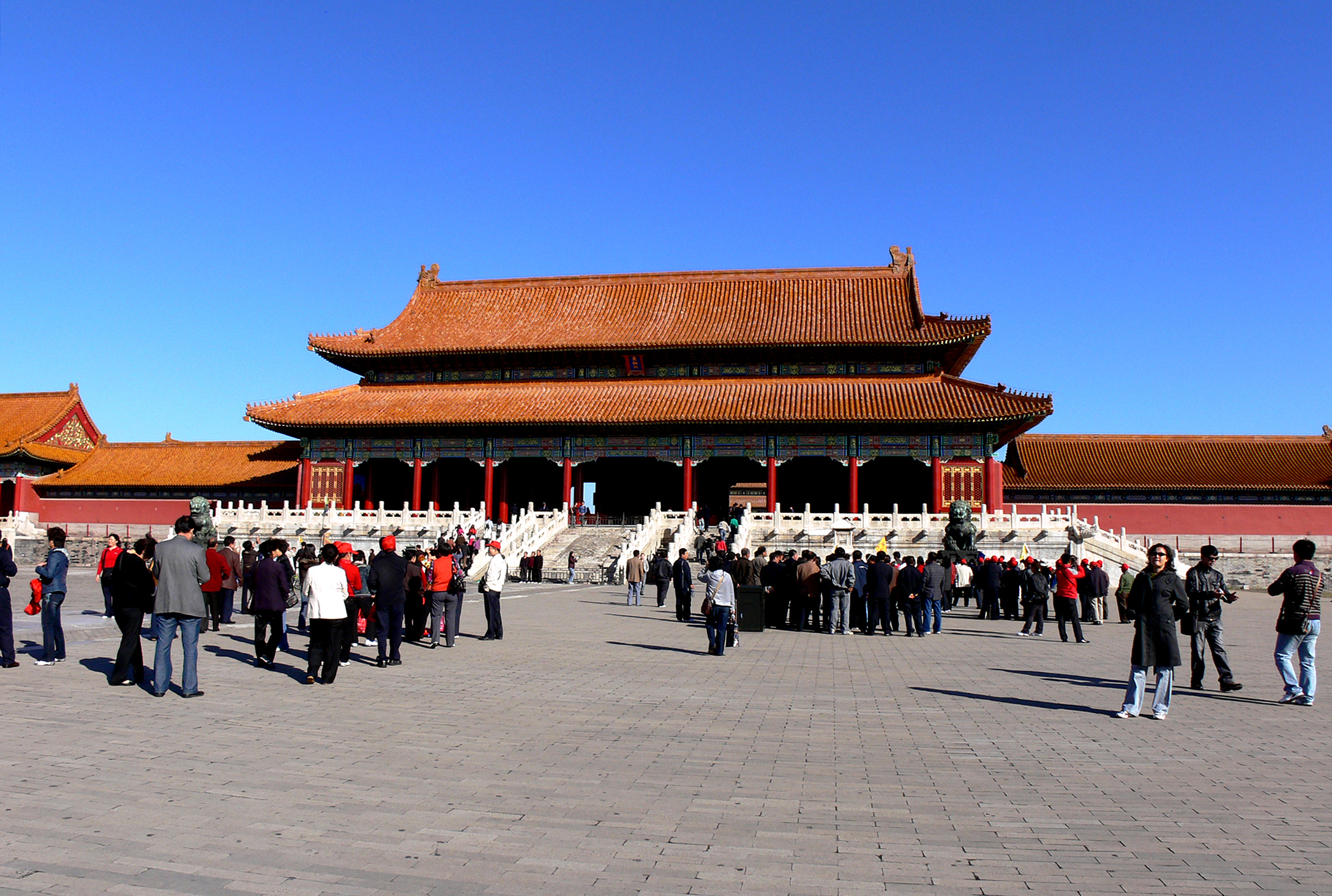
Thái Hòa Môn (太和门)
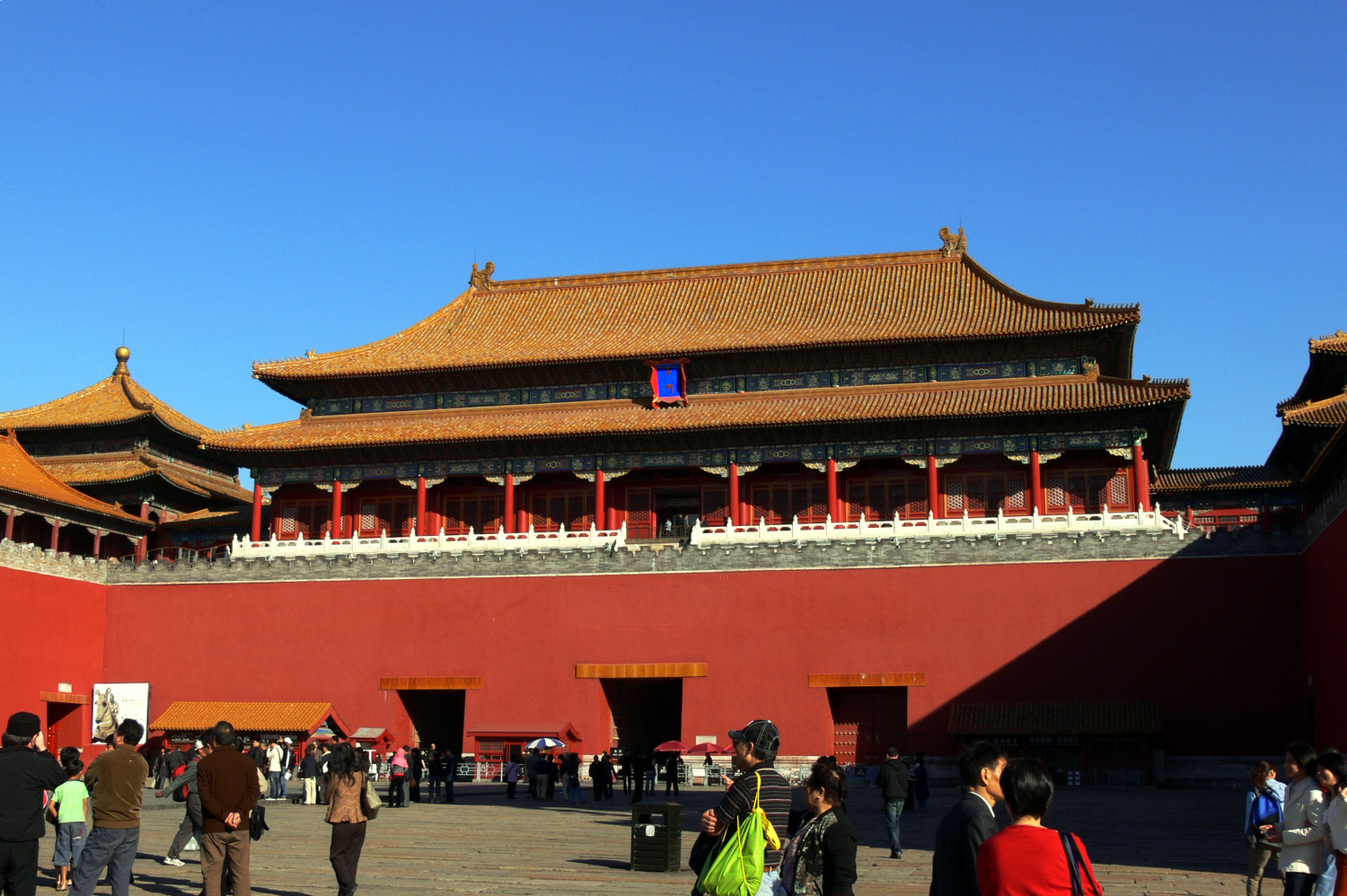
Ngọ Môn (午门)
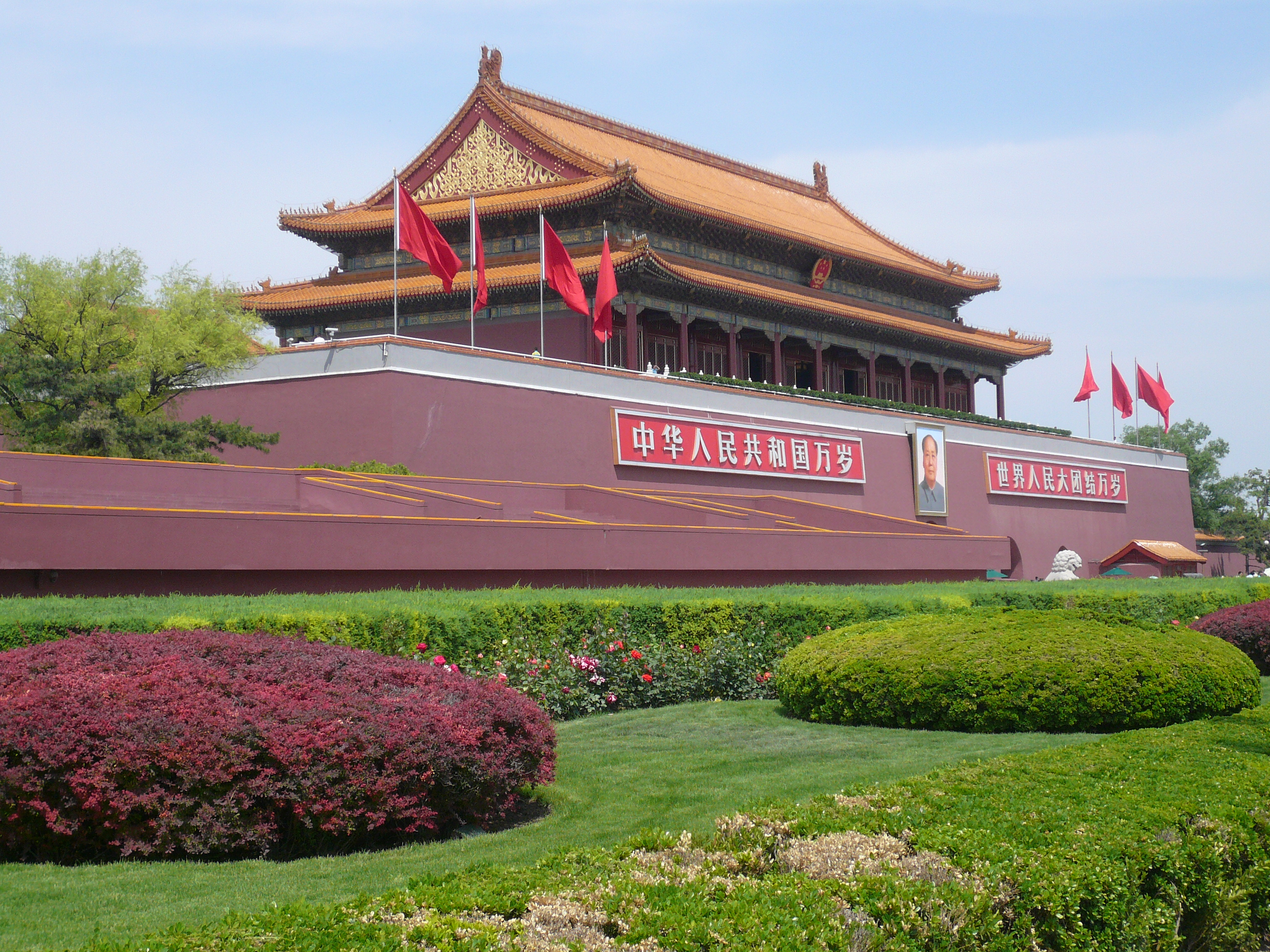
Thiên An Môn (天安门)
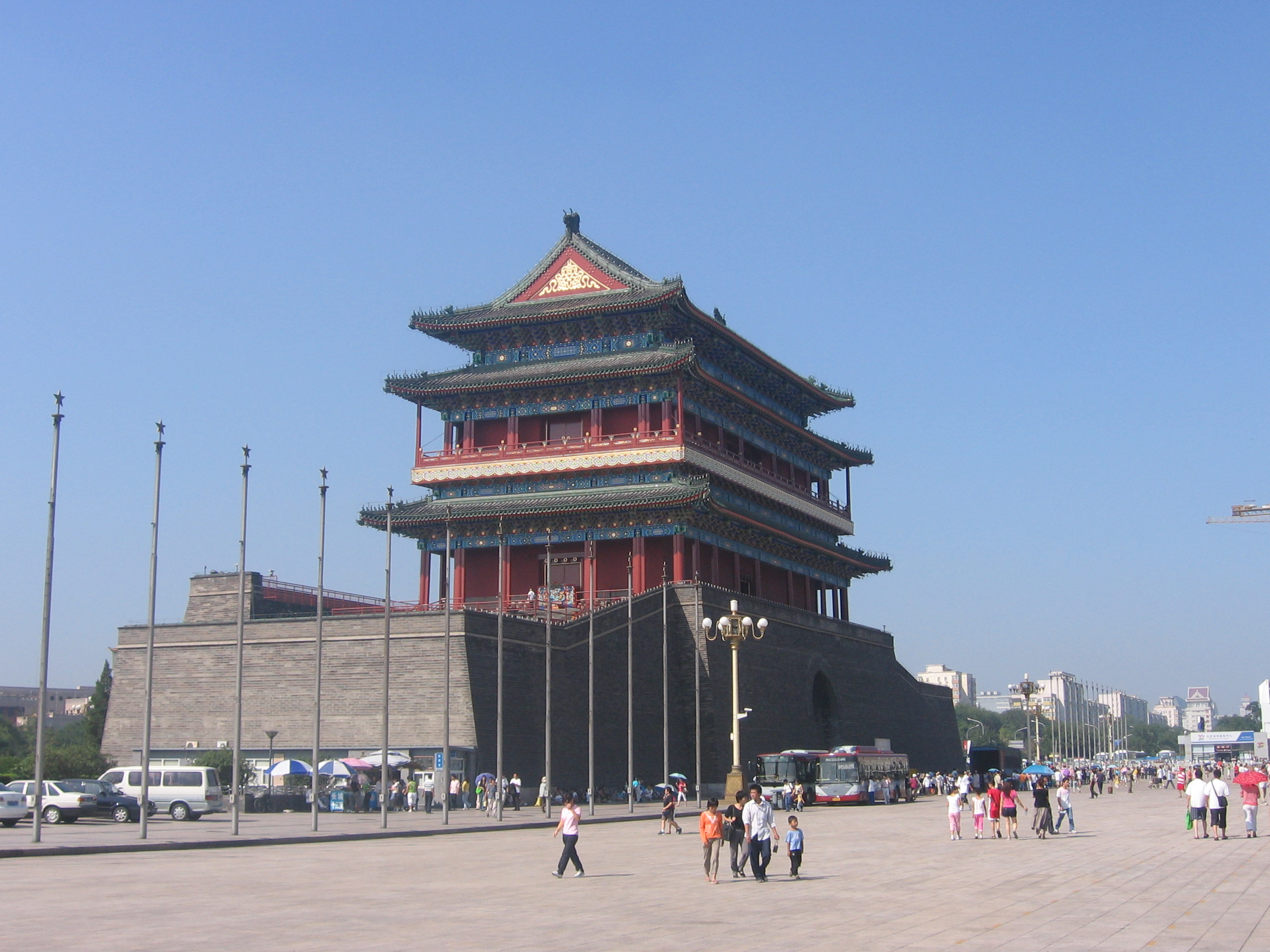
Chính Dương Môn (正阳门)
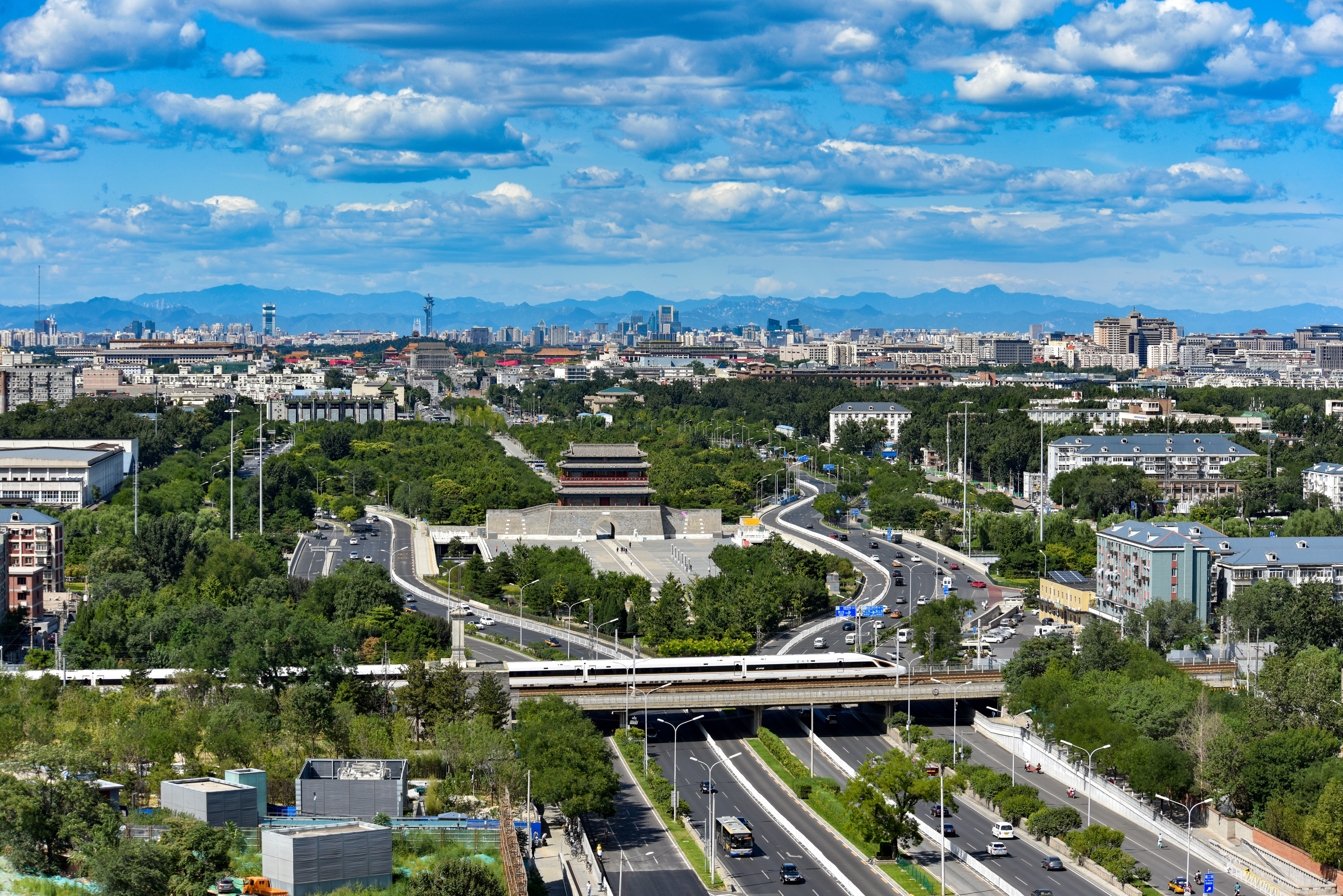
Vĩnh Định Môn (永定门)